# Heiligenstädter Stadtwald
Der Heiligenstädter Stadtwald ist ein kleiner bis 467,5 m hoher, komplett bewaldeter Höhenrücken südlich der Leine bei Heilbad Heiligenstadt im Obereichsfeld, Thüringen (Deutschland). Er war bis 2009 Namensgeber eines gleichnamigen, 3.066 ha großen Landschaftsschutzgebietes, das zusätzlich zum Kernhöhenzug noch den Nordwesten des Dün bis in Geisledener Gemarkung hinein umfasste. Inzwischen ist es in das LSG Obereichsfeld und mit diesem in den Naturpark Eichsfeld-Hainich-Werratal integriert.

## Lage
Der Heiligenstädter Stadtwald ist ein Nordausläufer des nordwestlichen Nebenkammes des Oberen Eichsfeldes. Er wird im Uhrzeigersinn begrenzt von der Lutter im Westen, ihrem Vorfluter Leine zwischen Uder und Heilbad Heiligenstadt im Norden sowie dem Unterlauf der Geislede und deren Nebenbach Pferdebach im Osten. Nach Süden geht die Landschaft beim Heiligenstädter Ortsteil Kalteneber fließend in den unbewaldeten Obereichsfeld-Kamm am 494 m hohen Ebersberg über, im äußersten Südosten reicht die Bewaldung bis zum 515,9 m hohen Warteberg.
Das Waldgebiet wird durch die Landesstraße L 2022 Heiligenstadt–Bernterode (Forsthaus) zentral in Nord-Süd-Richtung passiert, parallel dazu flankiert die L 2023 Uder–Kalteneber (Lutterstraße) den Rücken im Luttertal im Westen und die L 1006 Heiligenstadt–Flinsberg (Flinsberger Straße) im Pferdebachtal im Osten.
Die durchgehende Bewaldung nimmt, bis knapp über das Pferdebachtal hinaus, 18,3 km² ein bei maximal 7,5 km Länge in Südost-Nordwest-Richtung und um 4 km Breite. Auf den eigentlichen Höhenrücken entfallen davon rund 14 km² (maximal 6 km Länge und um 3 km Breite).

## Berge
Die höchste Erhebungen sind der Höhe nach:
- NN (467,5 m) nördlich des Forsthauses
  - Der Sumpf (467,2 m), ein südlicher Ausläufer
- Brandkopf (464,2 m), östlich von Lutter
- Iberg (453,2 m), südlich von Heiligenstadt
- Alter Kopf (448,2 m), nördlich von Lutter
- Schüttenkopf (auch Struthberg) (447,8 m), südwestlich von Heiligenstadt
  - Elisabethhöhe (430,5 m), ein nordwestlicher Ausläufer
- Dänersberg (ca. 440 m), südlich des Langen Tales

## Sehenswertes

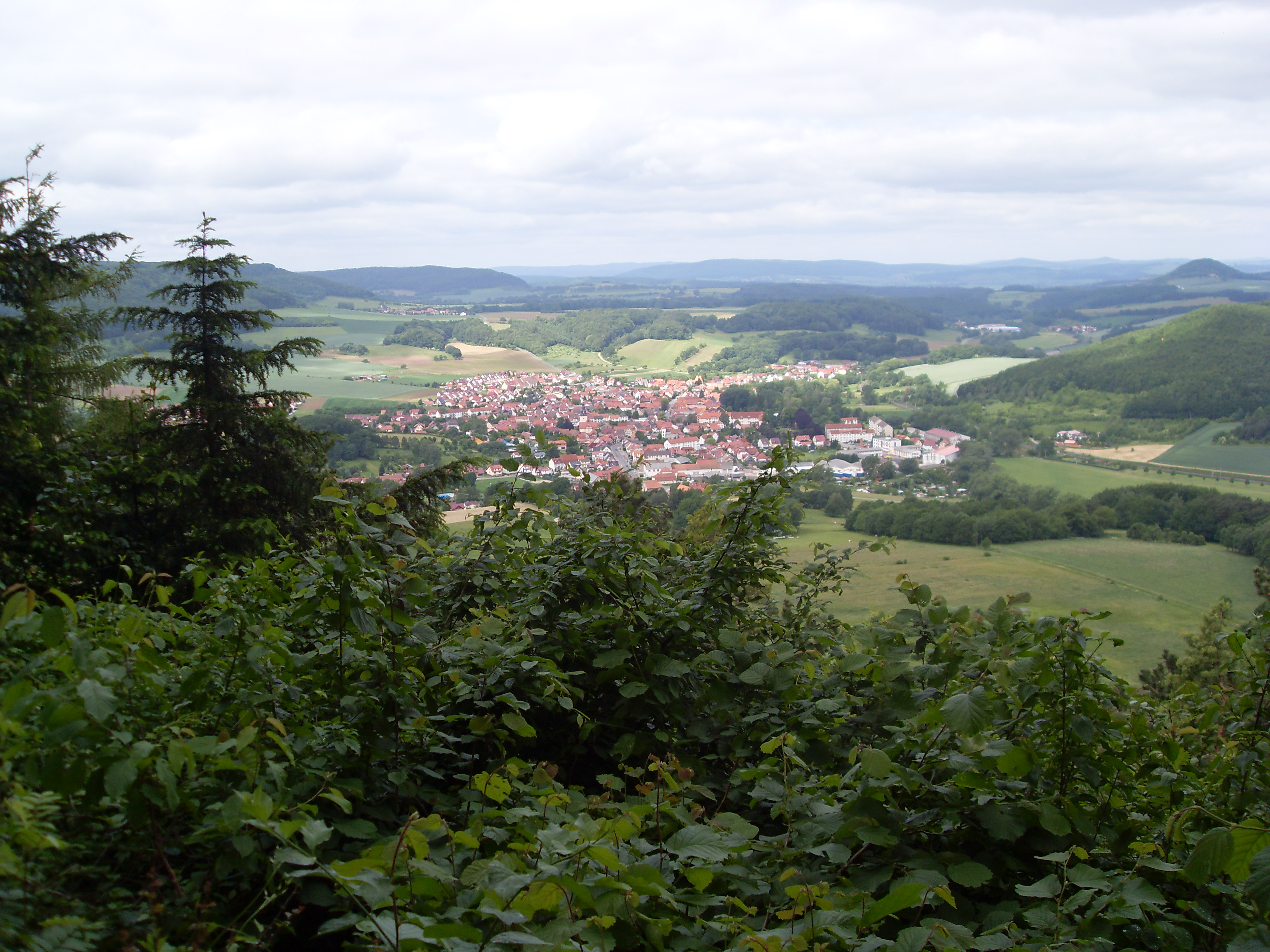
Aussicht von der Elisabethhöhe auf Uder im Leinetal

Die waldreiche Bergregion bietet zahlreiche Wandermöglichkeiten und Ausflugsziele:
- Ibergswarte
- Meridianstein auf dem Iberg
- Klöppelsklus
- historische Wallanlage auf der Elisabethhöhe
- Erholungszentrum „Neun Brunnen“
- Schwedenkreuz
- Forsthaus

Aussichtspunkte in das westliche Eichsfeld und die Grenzregion nach Hessen und Niedersachsen ergeben sich von der Elisabethhöhe und der Maienwand. Am Fuße der Elisabethhöhe gibt es einige Felsformationen und eine kleine Höhle (Zwergenhöhle), die bereits im Buntsandstein des Leinetales liegen.